# Крукеницький район
Крукеницький район — колишній район Дрогобицької області УРСР, адміністративним центром якого було село Крукеничі.

## Історія
10 січня 1940 року Політбюро ЦК КП(б)У обговорило питання про районний поділ Дрогобицької області, зокрема створення Крукеницького району. Однак вже 28 червня 1941 радянські війська залишили з боями районний центр Крукеничі Дрогобицької області. 30 липня 1944 року радянські війська повторно оволоділи Крукеничами відновивши на території району радянську владу. У січні 1959 року район було ліквідовано, а його територія увійшла до складу Мостиського, Нижанковицького і Судово-Вишнянського районів.

## Зміни території Крукеницького району
Попри короткий період існування Крукеницького району його територія у 1948 році було змінена. А саме від Крукеницького до Нижанковицького району відійшли села Радохінці, Гориславичі, Гусаків та Боєвичі. Натомість від Старосамбірського району прилучено Рейтеровичі, Рогізно, Биличі та Берестяни.

## Радянські органи Крукеницького району
Станом на 1947 рік Крукеницький райвиконком складався із 9 працівників, з них 4 місцевих, голова Михайло Куц, родом зі Стібна, українець, партійний. Водночас у Крукеницькому райкомі КПУ працювало 17 осіб, першим секретарем був Сергій Жорновой, родом із східної України. В районі виходила газета «Вперед». У районі було 22 працівники міліції, з них 4 — місцеві. Загін «істребітелєй» складався з 25 осіб, з них один зі східної України, решта — поляки з села Пнікут. Також у селі Пнікут було розташоване МТС.

### Крукеницький районний комітет КП(б)У
Крукеницький райком КП(б)У було створено у січні 1940 року, однак в червні 1941 з початком радянсько-німецької війни припинив своє існування, його діяльність було відновлено у вересні 1944 року. У жовтні 1952 році у зв’язку з перейменуванням КП(б)У був перейменований у Крукеницький райком КПУ. У січні 1959 року був ліквідований у зв’язку з тим, що територія Крукеницького району увійшла до складу Мостиського району. Райком Крукеницького райкому КП(б)У мав наступну структуру: бюро (загальний відділ), організаційно-інструкторський відділ (з 1949 р. — відділ партійних, профспілкових та комсомольських організацій), сектор партійної статистики, відділ пропаганди i агітації, сільськогосподарський відділ, військовий відділ, відділ по роботі серед жінок, відділ кадрів.

### Крукеницький районний суд
Штат Крукеницького районного суду складався з народного судді, секретаря суду, секретаря судових засідань, судовиконавця, кур’єра, конюха. За час існування Народного суду Крукеницького району Дрогобицької області на посаді народного судді працювали: 1944-1949 р.р. — Д. Кобринов, 1949-1953 р.р. — В. Божко, 1953-1957 р.р. — П.О. Юсишин., 1957-1959 р.р. — Козинець.

## Репресії
У серпні 1947 року комісар облвійськкомату направив голові облвиконкому і начальнику Управління НКДБ інформацію про українське підпілля і відмову військовозобов’язаних 1926 – 1928 рр. народження по Дрогобицькій області служити в радянській армії. Відзначено, що в Крукеницькому районі в окремих сільрадах військовозобов’язані після оповіщення не з’являлися або на шляху слідування в районні військкомати розбігалися, внаслідок дій озброєних формувань УПА. Пропонувалось по лінії МДБ і МВС виявляти й ізольовувати керівників груп “бандерівців”, серед населення проводити роз’яснювальну роботу, військовозобов’язаних супроводжувати з озброєною охороною, а в разі їх неявки призов проводити примусово.  Начальником районного відділу НКВД у 1939-1941 році був Б. І. Колєсніков.

## Крукеницький район в адміністративній структуріОУН-УПА
Адміністративний поділ, який застосовувався в діяльності ОУН та УПА відрізнявся від прийнятого в УРСР. Зокрема Крукеницький район разом із Медицьким, Мостиським та Судовишнянським районами від весни-літа 1945 р. входили до Яворівського надрайону Городоцької (Львівської) округи Львівського краю.

## Діяльність УПА в Крукеницькому районі
За повідомленнями Дрогобицького обкому КП(б)У  в районі діяла велика «банда», якою керував уродженець села Черневе Андрій Шот. Також в  районі села Ляшки Зав'язані Крукеницького району  діяла група УПА у складі 60 чоловік. Місцеві органи радянської влади не могли самотужки впоратись із націоналістичним підпіллям. Зокрема 12 червня 1945 року голова Крукеницької районної ради Дзюбенко звертався з проханням про допомогу  у боротьбі з УПА. Зокрема голова райради пише про «активізацію німецько-українських націоналістів», а саме:
протягом  «трьох днів вони розгромили сім сільських Рад: Радохінці, Мочеради, Вишенька, Чижевичі, Ляшки-Зав’язані, Золотковичі і потім у другий раз Чижевичі; вони побили столи, стільці, вікна, попалили всі папери, двохповерховий будинок сільської Ради с. Золотковичі  спалили.
З 1 на 2 червня вони знищили всі папери, попалили столи, стільці, повибивали вікна, знищили всі портрети, лозунги у восьми селах Радахіно, Буховичі, Хлиплі, Острожець, Судковичі, Ятвичі, Гуськів, Раденичі, Підліски, а 2 червня знищили сільські ради Ганьковичі, Мислятичі, Тамановичі.
8 червня спалили вдруге сільраду в Золотковичах, яка була перенесена в другий будинок, а голову сільської Ради тов. Паласевіча і його дружину дуже побили, секретаря Гусаківської сільради тов. Герліх (дівчину) постригли голову і дуже побили.» Оскільки місцеве НКВД не могло впоратись із загонами УПА, то голова райради просив ввести в район військову частину.